# Holopogon kiritshenkoi
Holopogon kiritshenkoi là một loài ruồi trong họ Asilidae. Holopogon kiritshenkoi được Lehr miêu tả năm 1972. Loài này phân bố ở vùng Cổ Bắc giới.